# Compton-szórás
A fizikában a Compton-szórás vagy más néven a Compton-hatás a fény rugalmatlan szóródása anyagon, amely akkor lép fel, ha nagy energiájú elektromágneses sugárzás és anyagi közeg kölcsönhatásba kerül. A jelenség jellemzően egy röntgenfoton és egy atomi pályán tartózkodó, kötött elektron ütközésének leírásával magyarázható. A beérkező foton az energiájának egy részét az ütközés során átadja az atomból kilökődő Compton-elektronnak, és emiatt kisebb energiával, (nagyobb hullámhosszal) hagyja el az atomot, továbbá pályája is eltérülhet.
A jelenség rámutat arra, hogy pusztán klasszikus fizikai eszközökkel a fény-anyag kölcsönhatás leírása nem teljes, ugyanis a klasszikus Thomson-szórás nem írja le az alacsony intenzitású sugárzások szóródási folyamatainak hullámhosszfüggését. A Compton-hullámhossz határértéknek tekinthető, amelynél kisebb hullámhosszú (nagyobb energiájú) részecskék kvantummechanikai tulajdonságai figyelembe veendők.
A nevét Arthur Holly Compton amerikai fizikusról kapta, aki a jelenséget kísérletileg kimutatta, és amely munkájáért 1927-ben Fizikai Nobel-díjban részesült.

## Fizikai jellemzése
Arthur Compton röntgensugarakkal végzett szóródási kísérletek során vette észre, hogy a tárgyfelületen a sugarak megváltozott hullámhosszal és visszaverődési szöggel folytatják útjukat. A hullámhossz és az elhajlási szög közti összefüggésre érvényes:{\displaystyle \lambda _{2}-\lambda _{1}={\frac {h}{m_{e}c}}(1-\cos \theta )}ahol me az elektron tömege, c a fénysebesség, h a Planck-állandó, θ az elhajlási szög. Megjegyzendő, hogy a Compton-szórás jelenségét csak úgy lehet értelmezni, hogy az elektromágneses sugárzást részecskék áramának tekintjük, melyben így a fotonok rugalmatlan ütközést szenvednek az elektronokon. A foton hullámhossza az E = hν alapján nő, mivel energiája az ütközés során csökken. Természetesen itt is fennáll, hogy a folyamat csak abban az esetben mehet végbe, ha a foton energiája elég nagy, hogy az elektront az atomból kilökje. A fentebbi összefüggésből következik, hogy ha θ = 180°, akkor a szórt foton energiája minimális, a Compton-elektroné maximális.

## Fordítás
Ez a szócikk részben vagy egészben  a   Compton scattering című angol Wikipédia-szócikk ezen változatának fordításán alapul.  Az eredeti cikk szerkesztőit annak laptörténete sorolja fel. Ez a jelzés csupán a megfogalmazás eredetét és a szerzői jogokat jelzi, nem szolgál a cikkben szereplő információk forrásmegjelöléseként.

### Szakkönyvek
- Nagy Lajos György, László Krisztina. Radiokémia és izotóptechnika (egyetemi tankönyv). Budapest: Műegyetemi Tankönyvkiadó (1983). ISBN 963-17-6363-3
- Budó Ágoston, Mátrai Tibor, Hornyák László. 344. §. A Compton-effektus; a foton impulzusa, Kísérleti Fizika III. – Optika és atomfizika. Nemzeti Tankönyvkiadó Rt (1999). Hozzáférés ideje: 2017. december 1.
- Sólyom Jenő: A modern szilárdtest-fizika alapjai II: Fémek, félvezetők, szupravezetők. Budapest: ELTE Eötvös Kiadó. 2010.  ISBN 9789633120286

### Tudományos közlemények
- Compton, Arthur H. (1923). „A Quantum Theory of the Scattering of X-rays by Light Elements”. Physical Review 21 (5), 483–502. o, Kiadó: Amerikai Fizikai Társaság. DOI:10.1103/physrev.21.483. (Hozzáférés: 2017. május 16.)
- Christopher Ivan Moore (1995). „Observation of the Transition from Thomson to Compton Scattering in Optical Multiphoton Interactions with Electrons” (angol nyelven) (PDF), Rochester, New York, Kiadó: Rochester University.
- S. Chen et al. (2006). „Measurement of Deeply Virtual Compton Scattering with a Polarized-Proton Target”. Physical Review Letters 97 (7), Kiadó: Amerikai Fizikai Társaság. DOI:10.1103/physrevlett.97.072002. (Hozzáférés: 2017. május 16.)

### Tananyagok, ismeretterjesztő weblapok
- A Compton-szórás. oktatas.ch.bme.hu. (Hozzáférés: 2017. december 1.)
- Compton Scattering. hyperphysics.phy-astr.gsu.edu. Georgia State University. (Hozzáférés: 2017. december 1.)
- A fény részecske természete | Fizika - 11. évfolyam | Sulinet Tudásbázis. tudasbazis.sulinet.hu. (Hozzáférés: 2017. december 1.)